# Hermann Schild
Hermann Schild (Güben in der Oberlautz, 16 de febrer de 1913 - Múnic, 9 d'abril de 2006) va ser un ciclista alemany, que fou professional entre 1937 i 1942 i entre 1946 i 1957. En el seu palmarès destaca el Campionat nacional en ruta de 1954 i la Volta a Alemanya de 1938.

## Palmarès
- 1937
  - Vencedor d'una etapa a la Volta a Alemanya
- 1938
  - 1r a la Volta a Alemanya i vencedor de 2 etapes
- 1939
  - Vencedor de 4 etapes a la Volta a Alemanya
- 1947
  - 1r a la Berlín-Cottbus-Berlín
- 1951
  - 1r a Berlín
  - Vencedor d'una etapa a la Volta a Alemanya
- 1952
  - Vencedor d'una etapa a la Volta a Alemanya
- 1954
  -  Campió d'Alemanya en ruta

### Resultats al Tour de França
- 1937. Abandona (5a etapa)
- 1938. Abandona (8a etapa)